# Усадьба Киселя
Усадьба Киселя или Усадьба А. Крагельской, жены Н. И. Костомарова — памятник истории местного значения в Дедовцах. Сейчас в здании размещается музей-усадьба Николая Костомарова.

## История
Решением исполкома Черниговского областного совета народных депутатов от 26.06.1989 № 130 дому присвоен статус памятник истории местного значения с охранным № 6861 под названием Усадьба А. Крагельской, жены Н. И. Костомарова — выдающегося русского и украинского историка и писателя, который бывал здесь каждый год в 1874-1885 годы.

## Описание
В 1-й половине 19 века усадьба принадлежала потомку украинского шляхетского рода Марку Дмитриевичу Киселю. После его смерти вдова Алина Леонтьевна (Крагельская) в 1875 году вышла замуж за историка и писателя Николая Ивановича Костомарова, за которого должна была выйти замуж в 1847 году, но этому помешал арест Костомарова в деле Кирилло-Мефодиевского братства. В апреле 1874 гола Николай Костомаров впервые приехал в Дедовцы и провёл здесь три недели, побывал на крестьянской украинской свадьбе. Во второй раз он приехал сюда после завершения работы 3-го археологического съезда, который был в период 2-16 августа 1874 года в Киеве. Венчание было 9 мая 1875 года в дедовской церкви Святой Параскевы (не сохранилась, сгорела в 1920 году). В период 1881-1883 годы учёный работал над своими трудами и в этот период в усадьбе собирался круг друзей семьи Костомаровых, в частности здесь были: писатель и историк Д. Л. Мордовцев, художница Е. Ф. Юнге, писатель и языковед В. П. Горленко. В 1885 году Алина Костомарова передала усадьбу старшему сыну от первого брака Александру Киселю.
Комплекс усадьбы Киселя составляют панский дом начала 19 века, два флигеля, ограждение, остатки парка. Главный дом — одноэтажный, деревянный на кирпичном фундаменте, главный фасад украшают два 2-колонных портика, перекрытые фронтоном.
Дом не использовался и был в заброшенном состоянии.
В период 2008-2017 годы были проведены реставрационные работы главного дома усадьбы за счёт благотворительных взносов. В связи с 200-летием со дня рождения историка Николая Костомарова, в 2017 году открыт музей-усадьба. В 5 отреставрированных комнатах разместились экспозиции, посвящённые жизни и деятельности Николая Костомарова и Кирилло-Мефодиевскому братству, одним из основателей которого он был, отдельная комната посвящена жене Алине Леонтьевне (Крагельской). Также сводится церковь, где венчались Николай и Алина, высажены деревья (дубы). В 2019 году было завершено строительство храма Преподобной Параскевы Сербской, расположенного непосредственно северо-восточнее от усадьбы.